# Тім Остін
Тімоті «Тім» Остін (англ. Timothy Austin; 14 квітня 1971, Цинциннаті) — американський професійний боксер, чемпіон світу за версією IBF (1997—2003) в легшій вазі, бронзовий призер Олімпійських ігор.

## Аматорська кар'єра
1988 року Тімоті Остін без успіху намагався кваліфікуватися на Літні Олімпійські ігри 1988 в першій найлегшій вазі, після чого піднявся до найлегшої ваги. Він двічі був чемпіоном молодіжного турніру Золоті рукавички (1990, 1991). 1990 року став переможцем Ігор доброї волі. 1991 року виграв чемпіонат США серед аматорів.
На чемпіонаті світу 1991 програв в другому бою Іштвану Ковачу (Угорщина) — 28-29.
На Олімпійських іграх 1992 завоював бронзову медаль.
- В 1/8 фіналу переміг Юліяна Строгова (Болгарія) — 19-7
- У чвертьфіналі переміг Бенджаміна Мвангата (Танзанія) — 19-8
- У півфіналі програв Раулю Гонсалес (Куба) — RSC 1

## Професіональна кар'єра
Після Олімпіади Тім Остін перейшов до професійного боксу.
19 липня 1997 року в бою проти Мбулело Ботіле (ПАР) Тім Остін, нокаутувавши суперника у восьмому раунді, завоював титул чемпіона світу за версією IBF в легшій вазі. Впродовж 1998—2002 років провів дев'ять успішних захистів титула.
15 лютого 2003 року втратив титул чемпіона світу, зазнавши поразки технічним нокаутом у восьмому раунді від мексиканця Рафаеля Маркес Мендес.